# Saint-Juan
Saint-Juan é uma comuna francesa na região administrativa de Borgonha-Franco-Condado, no departamento de Doubs. Estende-se por uma área de 12,09 km². Em 2010 a comuna tinha 176 habitantes (densidade: 14,6 hab./km²).